# Universiade d'hiver de 1960
Navigation
Édition suivante
La 1re édition de l’Universiade d'hiver, compétition internationale universitaire multi-sports, s’est déroulée du 28 février au 8 mars 1960 à Chamonix, en France. Au total, 145 athlètes issus de 16 nations ont pris part aux différentes épreuves réparties dans 5 sports.

## Disciplines
- Ski alpin
- Ski de fond
- Patinage artistique
- Combiné nordique
- Saut à ski

## Tableau des médailles
| Rang | Pays             | Médaille d'or | Médaille d'argent | Médaille de bronze | Total |
| 1    | France           | 4             | 2                 | 1                  | 7     |
| 2    | Union soviétique | 3             | 1                 | 1                  | 5     |
| 3    | Tchécoslovaquie  | 2             | 5                 | 0                  | 7     |
| 4    | Autriche         | 2             | 2                 | 4                  | 8     |
| 5    | Suisse           | 2             | 1                 | 1                  | 4     |
| 6    | Italie           | 0             | 1                 | 1                  | 2     |
| 7    | Japon            | 0             | 1                 | 0                  | 0     |
| 8    | Yougoslavie      | 0             | 0                 | 2                  | 2     |
| 8    | Pologne          | 0             | 0                 | 2                  | 2     |
| 10   | Hongrie          | 0             | 0                 | 1                  | 1     |

## Ski alpin

### Hommes
| Épreuves | Or                | Argent                | Bronze         |
| -------- | ----------------- | --------------------- | -------------- |
| Descente | Manfred Köstinger | Walter Kutschera      | Heinz Gallob   |
| Géant    | Philippe Stern    | Walther Herwig        | Klaus Herwig   |
| Slalom   | Walther Herwig    | Sbynek Mohr           | Bernard Cottet |
| Combiné  | Heinz Gallob      | Pier Giorgio Vigliani | Peter Lakota   |

### Dames
| Épreuves | Or                   | Argent               | Bronze         |
| -------- | -------------------- | -------------------- | -------------- |
| Descente | Marie-José Dusonchet | Gertraud Gaber       | Franca Quaglia |
| Slalom   | Cécile Prince        | Marie-José Dusonchet | Trandl Legat   |
| Combiné  | Marie-José Dusonchet | Cécile Prince        | Gertraud Gaber |